# Cabo Corrientes (Cuba)
Cabo Corrientes es un cabo en la península de Guanahacabibes en la provincia de Pinar del Río, en el oeste de Cuba. Está cubierto por una reserva natural protegida. El sitio ha sido escenario de varios encuentros piratas y naufragios. Durante la Segunda Guerra Mundial (1939-1945) varios barcos fueron hundidos cerca del cabo. Hay un hotel para investigadores y ecoturistas o buceadores.

## Ubicación
El cabo se extiende desde el sur de la península de Guanahacabibes, al este de la bahía Corrientes. Está cubierto de bosque denso y rocas dentadas. Un camino corre a lo largo de la bahía hasta el pueblo de María la Gorda. Desde 1963, el cabo ha sido estrictamente protegido por la reserva natural Cabo Corrientes, que desde 2001 forma parte del parque nacional Guanahacabibes de 39.901 hectáreas, a su vez parte de la Reserva de la Biosfera Península de Guanahacabibes de 121.572 hectáreas (300.410 acres). El cabo es golpeada por tormentas tropicales en promedio cada 2.27 años, y golpeado por vientos huracanados cada 5.58 años.

## Historia
La península fue uno de los últimos lugares de refugio para los indígenas que escaparon de los españoles, y cuenta con casi 140 sitios arqueológicos.
A principios de 1591 se había organizado una flota inglesa para una expedición de incursión a las Antillas españolas, que se conoció como el Bloqueo de Cuba Occidental o la Expedición de las Indias Occidentales de Watts. Los ingleses tomaron posición cerca del cabo Corrientes a mediados de junio de 1591 a la espera de la llegada de los barcos españoles. El 23 de junio los navíos Burr, Hopewell, Swallow y Content llegaron entre cabo Corrientes y cabo San Antonio y pronto divisaron seis velas. Esperando que estos fueran barcos del tesoro, los ingleses los cerraron, solo para descubrir que los barcos eran una poderosa fuerza naval española. Luego de tres horas de participación, la formación inglesa se dispersó.
El 29 de junio, Hopewell y Swallow regresaron al cabo Corrientes para no encontrar señales de ningún barco español. El 3 de julio, mientras una parte de la formación estaba regando frente a Corrientes, Pegasus y el Centauro divisaron varios barcos españoles. Después de una persecución rápida, revisaron y capturaron los 150 mercantes españoles armados de Santa Catalina bajo el capitán Martín Francisco de Armendáriz y la fragata de 100 toneladas de regalo de Dios . Al mismo tiempo, la otra fragata escolta fue atrapada y capturada por Lion y Swallow. Los barcos españoles habían sido enviados desde Santo Domingo a La Habana llevando objetos de valor que incluían piedras preciosas y pieles.
La Expedición Preston Somers llegó al cabo Corrientes el 22 de julio de 1595, y allí decidió realizar un breve bloqueo frente a La Habana en un intento de ganar algunos pequeños premios. Hay una historia de que los tesoros de la Catedral de Mérida fueron enterrados en algún lugar del cabo a mediados del siglo XVII. Se dice que dos hombres, uno a fines del siglo XIX y otro alrededor de 1930, regresaron de la capa con un puñado de oro, alegando que habían encontrado el tesoro enterrado. Ambos murieron antes de que pudieran regresar para excavar el tesoro. La gente continúa buscando el tesoro.
Muy pocas personas viven en el cabo, aparte de unos pocos científicos que estudian el medio ambiente y algunos ecoturistas. Hay un hotel en María la Gorda que puede ser utilizado por buzos.